# Cool Spot
Pour les articles homonymes, voir Spot.
 (décembre 2018).
Si vous disposez d'ouvrages ou d'articles de référence ou si vous connaissez des sites web de qualité traitant du thème abordé ici, merci de compléter l'article en donnant les références utiles à sa vérifiabilité et en les liant à la section « Notes et références ».
Cool Spot est un jeu vidéo de plates-formes de David Perry pour Virgin Interactive, sorti sur Amiga, DOS, Mega Drive, Master System, Game Gear, Super Nintendo et Game Boy en 1993, d'après la licence 7 Up.
Le style qui fera le succès de David Perry sur les consoles 16 bits est déjà reconnaissable (voir aussi Global gladiators, Earthworm Jim et Aladdin) : l'animation est très réussie, fine et en avance sur son temps (le rendu est plus proche d'un dessin animé que d'un jeu vidéo de cette époque), les graphismes et l'ambiance sonore sont soignés, relativement inventifs malgré la licence commerciale, le gameplay, s'il n'est pas fondamentalement nouveau, est très soigné et propose quelques subtilités.

## Système de jeu
Le joueur dirige Spot, une des mascottes de la marque 7 Up, qui peut sauter et tirer un nombre illimité de projectiles. Le personnage prend progressivement de la vitesse et de l'élan et peut donc sauter plus loin.
Dans le jeu, Cool Spot doit sauver ses amis, emprisonnés à chaque fin de niveau, tout en éliminant ses ennemis qui lui barreront la route.

## Niveaux
Le jeu se compose de 11 niveaux. Entre chaque niveau, si le joueur obtient assez de pièces, il aura droit à un niveau bonus. Dans chaque niveau bonus se cache une lettre pour, finalement, faire le mot VIRGIN.
- Shell Shock : Plage 1.
- Pier Pressure : Camping 1.
- Off Da Wall : Grenier 1.
- Wading Around : Piscine.
- Toying Around : Salle de jeux 1.
- Radical Rails : Conduits d'aération.
- Wound Up : Salle de jeux 2.
- Loco Motion : Train.
- Back To The Wall : Grenier 2.
- Dock And Roll : Camping 2.
- Surf Patrol : Plage 2.

## Équipe de développement
- Programmeur : David Perry
- Animation : Michael Francis Dietz, Shawn McLean, Clark Sorenson
- Artiste des arrières-plans : Christian Laursen
- Musique, effets sonores et exemples : Tommy Tallarico
- Concepteur exécutif du jeu : David Bishop
- Concepteur des niveaux : Bill Anderson
- Conception du jeu : The Global Team
- Second artiste des arrières-plans : René Boutin
- Supervision artistique : Stan Gorman, Michael Francis Dietz
- Productrice : Cathie A. Bartz-Todd
- Producteurs exécutifs : Neil Young, Stephen Clarke-Willson

## Suite
Le jeu a connu une suite : Spot Goes to Hollywood sur Saturn et PlayStation ainsi que sur Mega Drive.